# Michael Geerts
Michael Geerts, né le 17 janvier 1995 à Anvers, est un joueur de tennis belge, professionnel depuis 2014.
Il est membre de l'équipe de Belgique de Coupe Davis depuis 2021.

## Carrière

### 2020-2021: première expérience dans un tournoi ATP et première sélection en Coupe Davis
En octobre 2020, Michael Geerts fait ses débuts sur le circuit ATP au tournoi d'Anvers en double avec son compatriote Yannick Mertens. Il passe le premier tour en battant Luca Nardi et Zane Khan (6-4, 7-63), avant d'être éliminé au tour suivant par Sander Arends et Pablo Andujar (6-4, 6-1). Il termine la saison dans le top 400 du classement ATP.
En mars 2021, Geerts atteint sa première finale en double sur le circuit Challenger au tournoi de Lille, où il est battu en compagnie de Dan added (7-65, 6-2). En septembre, il est sélectionné pour sa première rencontre en Coupe Davis avec l'équipe belge pour affronter en barrages la Bolivie. Alors mené 2-1 par la nation adverse, il réussit à battre Hugo Dellien (6-4, 4-6, 6-2). La Belgique s'impose 3-2 dans ce duel. Il termine la saison à la 326e place du classement mondial.

### 2022-2023: deux premiers titres Challenger en double et première participation aux qualifications d'un Grand Chelem
En janvier 2022, Michael Geerts s'incline en finale du double au Challenger de Forlì, associé à Alexander Ritschard (7-65, 6-2). En août, il participe pour la première fois aux qualifications d'un tournoi du Grand Chelem à l'US Open, il est éliminé dès le premier tour par Stefano Travaglia (6-3, 6-4). En septembre, il remporte son premier titre Challenger en double au tournoi de Cassis avec Joran Vliegen (6-4, 7-66). La semaine suivante, il est sélectionné pour les phases de groupe de la Coupe Davis face à la France, où il est battu par Richard Gasquet (6-3, 6-3). En octobre, il se hisse une troisième fois en finale cette saison au Challenger d'Orléans, en compagnie de Skander Mansouri, il est battu par Nicolas Mahut et Édouard Roger-Vasselin (6-2, 6-4). Le même mois, il remporte également un second titre Challenger à Ismaning avec Patrik Niklas-Salminen (7-65, 7-68). La semaine suivante, il reçoit une wild card pour intégrer le tableau principal du tournoi d'Anvers. Lors du premier tour, il rencontre l'ancien  no 3 mondial et vainqueur de l'US Open 2020 Dominic Thiem, qui l'emporte (6-4, 6-0) . Il termine la saison dans à la 258e du classement ATP.
En mars 2023, il fait ses débuts en United Cup lors des matchs de poule, où il prend part au match de double mixte contre la Grèce en compagnie de Kirsten Flipkens. La paire belge s'incline face à María Sákkari et Stéfanos Tsitsipás (6-3, 6-2), la Belgique est éliminée de la compétition à la suite de cette opposition. En mai, il participe aux qualifications de Roland-Garros, il bat la tête de série n°6, Pavel Kotov au premier tour (3-6, 6-4, 7-67) mais il perd au tour suivant contre Genaro Alberto Olivieri (6-2, 7-5). Il termine la saison dans le top 300 du classement mondial.

### 2024: finale en double au Challenger d'Oeiras et première victoire sur le top 100
En janvier 2024, Michael Geerts se hisse en finale du double au Challenger d'Oeiras, où il est battu avec Théo Arribagé en trois sets (6-4, 69-7, 10-3). En février, il participe au Challenger de Cherbourg, où il élimine notamment la tête de série no 1 et 92e mondial Brandon Nakashima (6-4, 6-4) au second tour, avant de perdre en demi-finales face à Matteo Martineau en deux sets (7-5, 6-4).

## Palmarès

### TournoisChallenger

#### En double (2/6)
| Résultat | Date       | Tournoi                      | Surface    | Partenaire             | Adversaires en finale                | Score             |
| -------- | ---------- | ---------------------------- | ---------- | ---------------------- | ------------------------------------ | ----------------- |
| Finale   | 27/03/2021 | Play in Challenger, Lille    | Dur (int.) | Dan Added              | Benjamin Bonzi Antoine Hoang         | 7-65, 6-2         |
| Finale   | 08/01/2022 | Città di Forlì, Forlì        | Dur (int.) | Alexander Ritschard    | Arjun Kadhe Marco Bortolotti         | 6-3, 6-1          |
| Victoire | 10/09/2022 | Cassis Open Provence, Cassis | Dur (ext.) | Joran Vliegen          | Romain Arneodo Albano Olivetti       | 6-4, 7-6          |
| Finale   | 02/10/2022 | Co'met Orléans Open, Orléans | Dur (int.) | Skander Mansouri       | Nicolas Mahut Édouard Roger-Vasselin | 6-2, 6-4          |
| Victoire | 15/10/2022 | Wolffkran Open, Ismaning     | Dur (int.) | Patrik Niklas-Salminen | Fabian Fallert Hendrik Jebens        | 7-6, 7-6          |
| Finale   | 06/01/2024 | Oeiras Indoor Open, Oeiras   | Dur (int.) | Théo Arribagé          | Jay Clarke Marcus Willis             | 6-4, 69-7, [10-3] |

## Parcours enCoupe Davis
| #                                                           | Date          | Lieu     | Surface      | Gagnant(s)      | Perdant(s)     | Score         |          |
|                                                             |               |          |              |                 |                |               |          |
| 2020-2021 - Barrages (groupe mondial) - Bolivie - Belgique  |               |          |              |                 |                |               |          |
| 1                                                           | 18-19/09/2021 | Asuncion | Terre (ext.) | Michael Geerts  | Hugo Dellien   | 6-4, 4-6, 6-2 | Parcours |
|                                                             |               |          |              |                 |                |               |          |
| 2022 - Phase de groupe (groupe mondial) - France - Belgique |               |          |              |                 |                |               |          |
| 2                                                           | 17/09/2022    | Hambourg | Dur (int.)   | Richard Gasquet | Michael Geerts | 6-3, 6-3      | Parcours |

## Records et Statistiques

### Ses trois meilleures victoires en simple par saison
| 2013 1. Artem Smirnov - 387e - 6-3, 6-3 2. Franck Pepe - 890e - 4-3 ab. 3. Constantin Belot - 912e - 7-5, 6-1 | 2014 1. Nikoloz Basilashvili - 192e - 6-2, 7-5 2. Maximilian Neuchrist - 413e - 7-610, 64-7, 6-3 3. Daniel Masur - 549e - 6-1, 7-62 | 2015 1. Lee Duck-hee - 325e - 0-6, 6-4, 6-4 2. Alexandar Lazov - 326e - 6-3, 7-5 3. Erik Crepaldi - 386e - 6-4, 5-7, 6-2 |

| 2016 1. Marek Michalicka - 294e - 6-4, 6-4 2. Sebastien Boltz - 317e - 6-1, 6-0 3. Evan King - 390e - 6-3, 6-4 | 2017 1. Takanyi Garanganga - 430e - 4-6, 6-3, 7-5 2. Tomas Papik - 473e - 7-5, 6-3 3. Evan Song - 499e - 6-2, 7-62 | 2018 1. Christopher Heyman - 304e - 4-6, 7-65, 6-3 2. Laurent Lokoli - 509e - 7-5, 3-6, 6-2 3. Mariano Kestelboim - 513e - 6-4, 6-1 |

| 2019 1. Liam Broady - 272e - 6-3, 6-2 2. Sebastian Fanselow - 342e - 6-3, 6-3 3. Michael Redlicki - 345e - 7-5, 6-4 | 2020 1. Michael Vrbensky - 307e - 62-7, 7-65, 7-5 2. Orlando Luz - 309e - 6-4, 6-4 3. Tobias Simon - 393e - 6-4, 6-4 | 2021 1. Benjamin Bonzi - 111e - 7-63, 6-2 2. Denis Kudla - 116e - 6-1, 65-7, 6-3 3. Hugo Dellien - 144e - 6-4, 4-6, 6-2 |

| 2022 1. Juan Pablo Ficovich - 136e - 7-610, 4-6, 7-5 2. Manuel Guinard - 140e - 6-3, 6-2 3. Dmitry Popko - 179e - 6-4, 6-4 | 2023 1. Pavel Kotov - 121e - 3-6, 6-4, 7-6 2. Norbert Gombos - 133e - 6-4, 6-3 3. Felipe Meligeni Alves - 168e - 3-6, 6-2, 6-2 | 2024 1. Brandon Nakashima - 92e - 6-4, 6-4 2. Mikhail Kukushkin - 117e - 4-6, 6-3, 7-5 3. Elias Ymer - 178e - 6-4, 7-62 |

## Classements ATP en fin de saison
| Année          | 2013 | 2014 | 2015 | 2016 | 2017 | 2018 | 2019 | 2020 | 2021 | 2022 | 2023 | 2024 |
| Rang en simple | 1581 | 966  | 528  | 550  | 966  | 687  | 355  | 385  | 326  | 258  | 285  | 300  |
| Rang en double | –    | 869  | 585  | 444  | 1192 | 668  | 487  | 383  | 319  | 184  | 253  | 266  |

Source : (en) Classements de Michael Geerts sur le site officiel de la Fédération internationale de tennis